# Aeropuerto Federico García Lorca Granada-Jaén
El Aeropuerto Federico García Lorca Granada-Jaén (IATA: GRX, OACI: LEGR) es un aeropuerto español propiedad de Aena situado entre los términos municipales de Chauchina y Santa Fe, ambos en la provincia de Granada — a 17 kilómetros al noroeste de la ciudad.
Se trata del tercer aeropuerto de mayor tamaño de Andalucía en número de pasajeros y carga, con un total de 1.251.926 pasajeros en el año 2019. Opera tanto vuelos comerciales de pasajeros entre varias ciudades españolas y del resto de Europa como servicios de transporte de mercancías. 
Su oferta de vuelos comerciales incluye un total de catorce destinos. Entre ellos, hay vuelos internacionales a diversas ciudades de Europa, Londres-Gatwick, París-Charles de Gaulle. En cuanto a España se refiere, las conexiones de Granada son Madrid-Barajas, Barcelona-El Prat, Palma de Mallorca, Asturias, Bilbao, Melilla, Gran Canaria y Tenerife Norte.

## Historia

### Aeródromo de Armilla
Los inicios de la aviación en Granada están ligados al aeródromo de Armilla, que operaba los vuelos comerciales de la ciudad hasta la inauguración del nuevo aeropuerto. El poco éxito de las líneas operadas y la falta de una pista afirmada para que pudieran operar los nuevos aviones en Armilla provocaron, ya en la década de 1960, la construcción de un nuevo aeropuerto entre los términos municipales de Chauchina y Santa Fe. 
Con la construcción del nuevo aeropuerto, la base aérea de Armilla pasó a ser gestionada por el Ministerio de Defensa, con el fin de realizar en ella operaciones y prácticas de vuelo de carácter militar en la región de Andalucía Oriental.

### Aeropuerto de Granada

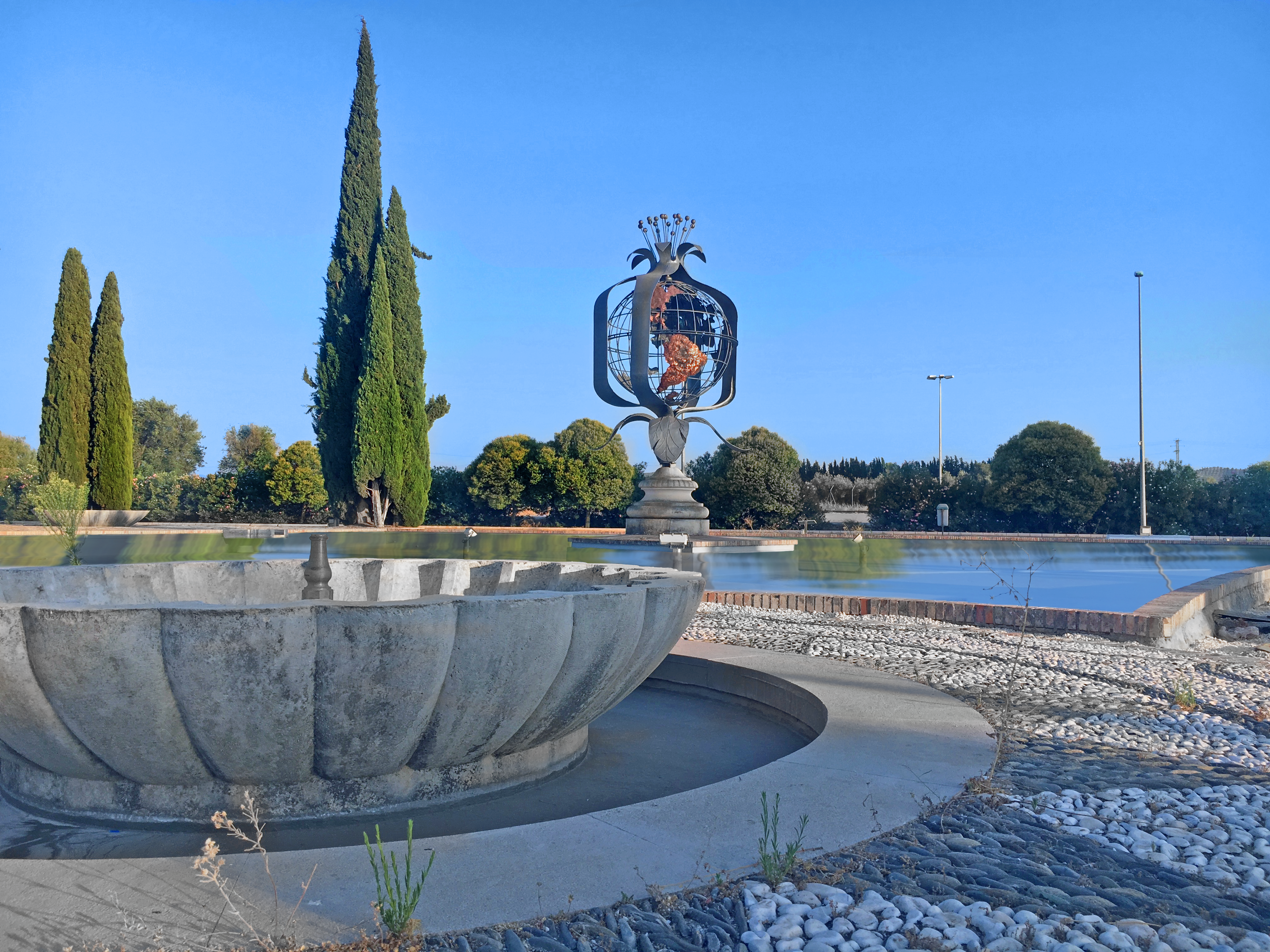
Fuente ornamental situada junto a la entrada a la terminal de pasajeros del aeropuerto.

Tras un año de planificación urbanística, las obras de construcción del nuevo aeropuerto de Granada comenzaron en 1970, con una duración de dos años. La inauguración se produjo el 15 de junio de 1972, momento a partir del cual pasó a quedar abierto al tráfico aéreo de pasajeros y mercancías nacional e internacional. Un año después, en octubre de 1973, se establecieron las servidumbres aeronáuticas.
A comienzos de los años noventa, con la designación de Granada como sede del Campeonato Mundial de Esquí Alpino de 1995, se mejoraron sustancialmente las instalaciones del aeropuerto. Las principales obras fueron la ampliación del estacionamiento de aviones, el recrecido de la pista de vuelo, la remodelación de la central eléctrica, la construcción de un edificio administrativo para AENA y la aviación general, y la ampliación y urbanización del edificio terminal.
El 30 de marzo de 1992 se produjo un accidente aéreo en el Aeropuerto de Granada, al partirse en dos un avión de línea regular mientras realizaba un aterrizaje forzoso; milagrosamente no hubo víctimas mortales entre sus 90 pasajeros.
Meses más tarde aterrizaría en el aeropuerto granadino por primera vez un Concorde en uno de los actos organizados por la entonces Caja General de Ahorros de Granada para celebrar su centenario.
A partir del año 2000 el aeropuerto experimentó un importante crecimiento que transformó la infraestructura: El 24 de marzo del 2000 despegó de Granada, con destino Marraquech el primer servicio comercial internacional. Por aquel entonces, el aeropuerto contaba con un tráfico aproximado de 500.000 pasajeros al año. El crecimiento en el número de aerolíneas comerciales y destinos, junto con las mejoras que se iban ejecutando en la terminal, provocó que en cinco años el tráfico se duplicase, alcanzando el millón de pasajeros en 2006.
Cinco años después del primer vuelo internacional, el 7 de febrero de 2005 el Aeropuerto de Granada inauguraba su primera ruta con destino europeo. En el marco de una ceremonia inaugural especial partió el primer vuelo con destino Londres. En cuatro años, Granada cuadruplicó su oferta de vuelos, con una docena de destinos nacionales y ocho internacionales.

### Acuerdo de colaboración con Jaén
En 2006, el Ministerio de Fomento llegó a un acuerdo de colaboración con la Diputación de Jaén para que el aeropuerto de Granada pudiera dar servicio también a esta provincia, que no cuenta con un aeropuerto propio.
El acuerdo conllevó la inclusión de la palabra «Jaén» en el nombre del aeropuerto. También se añadió un mostrador de información turística de Jaén en la terminal de pasajeros junto al ya existente de Granada. Además, ambas provincias se comprometieron a colaborar en establecer ofertas y promoción del turismo conjunto entre ambas.

### Crisis y recuperación

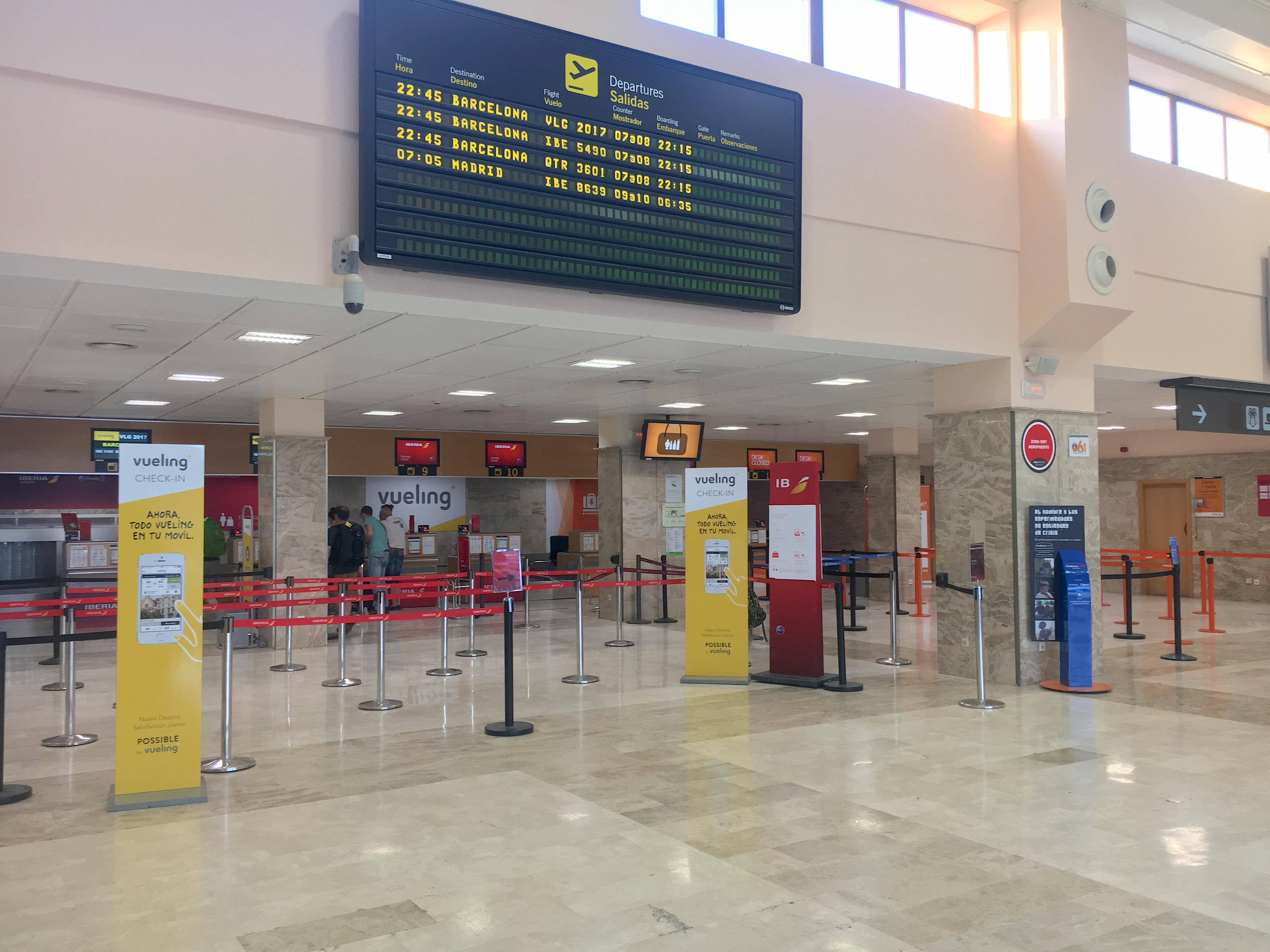
Terminales de facturación del Aeropuerto de Granada.

Tras seis años de crecimiento sostenido, en el año 2007 el aeropuerto alcanzó un récord en el total de pasajeros (un total de 1.467.590, generándose un importante crecimiento con respecto a los 1.086.236 de 2006). En cambio, esa tendencia alcista no se mantuvo tanto en 2008 como en 2009 (donde ya hubo una importante bajada respecto al año anterior). 
El contexto de la crisis financiera de 2008 que se comenzaba a gestar por aquel entonces, junto al freno de las inversiones públicas en la infraestructura provocaron un importante desplome en las cifras del aeropuerto. La caída se vio acentuada por la fuga de la mayoría de aerolíneas que operaban en el aeropuerto (Monarch Airlines, Transavia y Vueling Airlines), dejando Iberia y Ryanair como únicas operadoras regulares. Posteriormente regresaría Vueling, sustituyendo a Iberia en la operación del vuelo entre Granada y Barcelona.
En 2010 hubo otro importante desplome, debido a una serie de desacuerdos entre el Ayuntamiento de Granada, la diputación y la aerolínea Ryanair. Los responsables públicos no aceptaron el acuerdo que proponía la compañía en el cual ambos gobiernos debían aumentar la cofinanciación pública de los vuelos de la compañía. Esta desavenencia trajo consigo la salida de Ryanair del aeropuerto, desapareciendo consigo todos los destinos internacionales que quedaban y provocando otro importante descenso en el número de pasajeros.
En 2013, las administraciones competentes (Aena, Diputación de Granada, Diputación de Jaén y Ayuntamiento de Granada y Junta de Andalucía), en respuesta al fuerte declive del aeropuerto como vía de conectividad de la ciudad deciden constituir la «Mesa del Aeropuerto», un entorno de trabajo con reuniones regulares en las que se prometió establecer políticas concretas con el fin de atraer a nuevas aerolíneas que aumentaran la oferta de destinos del aeropuerto y permitieran su recuperación.
Los primeros indicios de recuperación llegaron en 2014 con la entrada de British Airways al aeropuerto, con una conexión estacional entre Granada y Londres. Ese mismo año el aeropuerto experimentó su primera subida desde 2008, recuperando los 650.544 pasajeros, aunque lejos del millón y medio que llegó a tener en 2006.
Los años siguientes mostraron un tímido repunte año tras año de las cifras de pasajeros, llegando a alcanzarse los 753.142 en 2016. Sin embargo, la recuperación más importante no llegó hasta 2017: Los responsables del aeropuerto anunciaron la apertura para ese mismo año de rutas internacionales regulares con Granada. La aerolínea Easyjet operaría rutas entre Granada y Londres, Mánchester y Milán. El 4 de febrero de 2017 partió de Granada con destino Londres el primer avión de EasyJet en inaugurar esta ruta, convirtiéndose en la primera conexión internacional regular del aeropuerto desde 2010. En junio del mismo año se anunció un acuerdo con Vueling para ampliar la oferta de destinos del aeropuerto a partir de diciembre de 2017, añadiendo París, Bilbao, Gran Canaria y Tenerife.
La nueva oferta, unido a un repunte de turistas internacionales en la provincia, catapultaron las cifras del aeropuerto de nuevo por encima del millón de pasajeros en 2018, su mejor dato desde 2010 y que consolidaba la recuperación de la infraestructura.

## Infraestructuras

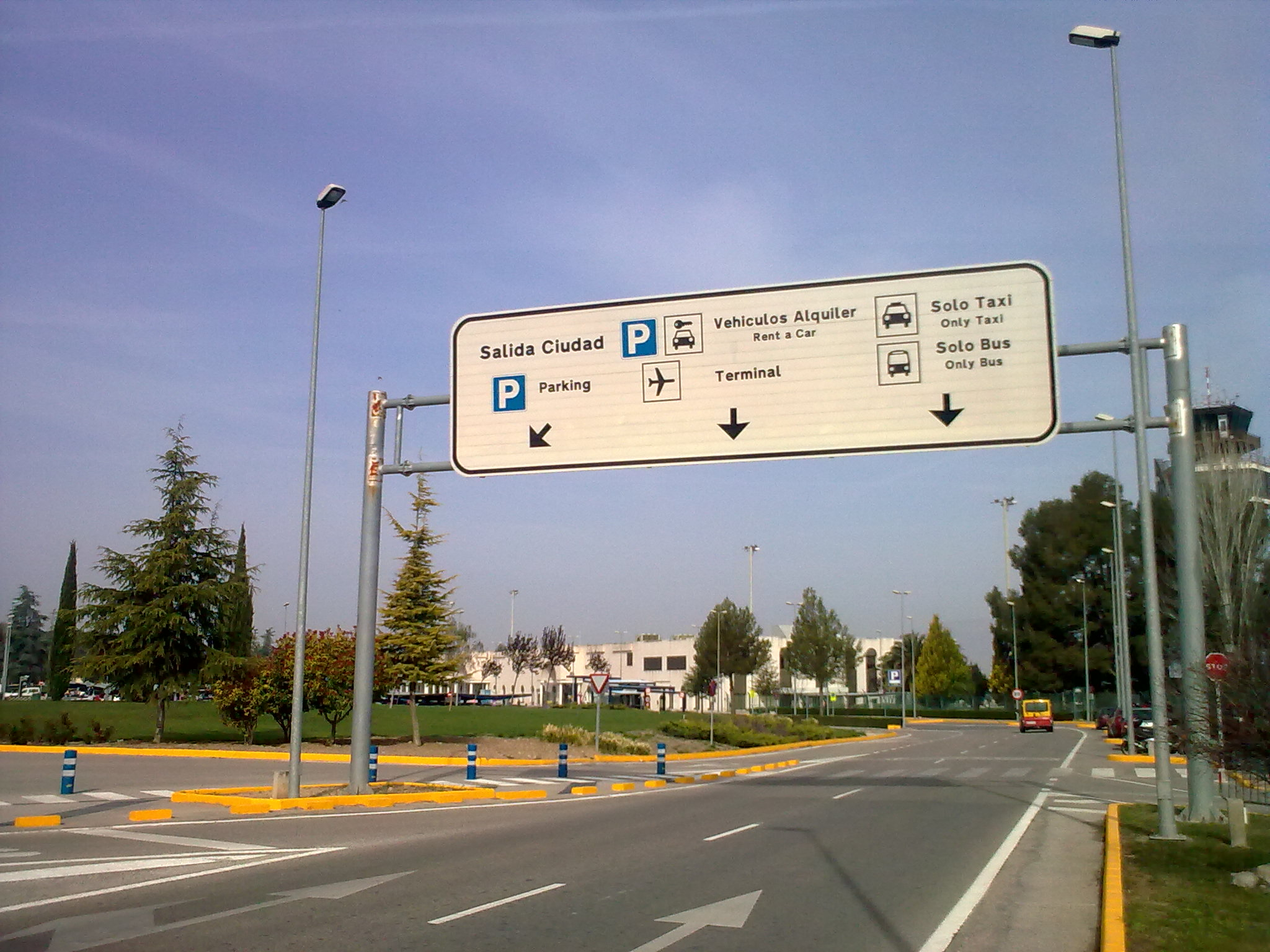
El entorno de la terminal de pasajeros cuenta con plazas de aparcamiento en superficie, así como dársenas para autobuses y alquiler de coche.

- 1 pista de aterrizaje de 2.901 metros
- 1 terminal de pasajeros
- 1 aparcamiento para:
  - 450 plazas de coche
  - 99 plazas para coches de alquiler
  - 4 plazas de autocar

### Terminal
La terminal de pasajeros es fruto de la remodelación de la terminal de los años 70 para el Campeonato Mundial de Esquí Alpino de 1996, y una pequeña remodelación posterior. El edificio dispone de un amplio vestíbulo, que contrasta con el tamaño de las zonas de embarque y recogida de equipajes, mucho más modestas. En el vestíbulo se sitúan 12 mostradores de facturación. La zona de embarque dispone de 4 puertas de embarque por las que se accede a pie a la plataforma. Ya en la plataforma una serie de vallas y pantallas antiruido guían a los pasajeros hasta su avión. La zona de recogida de equipajes tiene tres cintas, una de ellas apta para viajes no-UE no-Schengen. El recorrido de salidas y el de llegadas no tiene comunicación, por lo que para vuelos en conexión es necesario salir al vestíbulo y volver a pasar los controles.

## Aerolíneas y destinos
En la actualidad, las siguientes rutas y aerolíneas operan de manera regular desde el Aeropuerto de Granada:

### Destinos nacionales
| Ciudades            | Aeropuerto                                       | Aerolíneas                                      |
| España              | España                                           | España                                          |
| ------------------- | ------------------------------------------------ | ----------------------------------------------- |
| Asturias            |                                                  |                                                 |
| Asturias            | Aeropuerto de Asturias                           | Volotea                                         |
| Islas Baleares      |                                                  |                                                 |
| Palma de Mallorca   | Aeropuerto de Palma de Mallorca                  | Air Europa / Vueling                            |
| Canarias            |                                                  |                                                 |
| Gran Canaria        | Aeropuerto de Gran Canaria                       | Binter Canarias / Vueling (Estacional)          |
| Tenerife            | Aeropuerto de Tenerife Norte-Ciudad de La Laguna | Binter Canarias (inicia el 30 de marzo de 2025) |
| Cantabria           |                                                  |                                                 |
| Santander           | Aeropuerto Seve Ballesteros-Santander            | Air Nostrum (Estacional)                        |
| Cataluña            |                                                  |                                                 |
| Barcelona           | Aeropuerto Josep Tarradellas Barcelona-El Prat   | Vueling                                         |
| Comunidad de Madrid |                                                  |                                                 |
| Madrid              | Aeropuerto Adolfo Suárez Madrid-Barajas          | Air Nostrum                                     |
| Melilla             |                                                  |                                                 |
| Melilla             | Aeropuerto de Melilla                            | Air Nostrum                                     |
| País Vasco          |                                                  |                                                 |
| Bilbao              | Aeropuerto de Bilbao                             | Vueling                                         |

### Destinos internacionales
| Ciudades por países | Nombre del aeropuerto            | Aerolíneas           |
| Europa              | Europa                           | Europa               |
| ------------------- | -------------------------------- | -------------------- |
| Francia             |                                  |                      |
| París               | Aeropuerto de París-Orly         | Vueling (Estacional) |
| Países Bajos        |                                  |                      |
| Ámsterdam           | Aeropuerto de Ámsterdam-Schiphol | Transavia            |

## Evolución del tráfico de pasajeros
Número de pasajeros y de operaciones desde el año 2000:
Ver fuente y consulta Wikidata.
| Año  | Pasajeros | Operaciones | Diferencia  |
| ---- | --------- | ----------- | ----------- |
| 2000 | 509.442   | 9.906       | Sin cambios |
| 2001 | 514.966   | 10.444      | +1,08 %     |
| 2002 | 486.756   | 11.188      | -5,48 %     |
| 2003 | 525.869   | 12.804      | +8,04 %     |
| 2004 | 590.931   | 13.584      | +12,37 %    |
| 2005 | 875.827   | 15.746      | +48,21 %    |
| 2006 | 1.086.236 | 17.583      | +24,02 %    |
| 2007 | 1.467.625 | 21.822      | +35,11 %    |
| 2008 | 1.422.013 | 19.279      | -3.11 %     |
| 2009 | 1.187.813 | 16.300      | -16,47 %    |
| 2010 | 978.107   | 13.843      | -17.65 %    |
| 2011 | 872.752   | 13.142      | -10.77 %    |
| 2012 | 728.428   | 11.376      | -16.54 %    |
| 2013 | 638.289   | 10.563      | -12.37 %    |
| 2014 | 650.544   | 10.348      | +1.92 %     |
| 2015 | 707.268   | 11.088      | +8.72 %     |
| 2016 | 753.142   | 11.331      | +6.49 %     |
| 2017 | 901.961   | 12.539      | +20.01 %    |
| 2018 | 1.126.417 | 13.714      | +24.9 %     |
| 2019 | 1.252.019 | 14.529      | +11.2%      |
| 2020 | 390.218   | 7.832       | -68.8%      |
| 2021 | 502.590   | 10.063      | +28.8%      |
| 2022 | 908.713   | 14.040      | +44.7%      |
| 2023 | 1.039.429 | 16.172      | +14.4%      |